# Piper longifolium
Piper longifolium är en pepparväxtart som beskrevs av Ruiz & Pav.. Piper longifolium ingår i släktet Piper och familjen pepparväxter. Inga underarter finns listade i Catalogue of Life.